# 胡善祥
胡善祥（1402年5月20日—1443年12月5日），明宣宗朱瞻基原配皇后，順德公主、永清公主生母。胡榮之女。
永乐十五年（1417年）选为皇太孙妃，后册封为皇太子妃、皇后。宣德三年（1428年）春，孫貴妃生下宣宗長子明英宗，於是給了宣宗和孫貴妃藉口，宣宗以胡皇后「無子多病」為由，命令胡皇后上表辭位， 在宮中修練道教，封號靜慈仙師。可是胡氏無過被廢，天下人聽後為之同情。數年後，宣宗亦感到後悔，曾自我解嘲道，「這是我年少衝動所為啊。」天順年間，明英宗上谥曰恭讓誠順康穆静慈章皇后。

## 早期
胡善祥出身濟寧，父親胡榮為錦衣衛指揮。她是胡榮第三女，长姐胡善围是明太祖时的尚宫。
永乐十五年（1417年），明廷为皇太孙朱瞻基选妃。因济宁异像，明廷到此地选中胡善祥，她在当年被册为皇太孙妃。永乐十八年（1420年），胡善祥生下朱瞻基长女順德公主，后又生一女永清公主。
永乐二十二年（1424年），明成祖逝世。明仁宗继位。同年冬十月壬子，丈夫朱瞻基受封皇太子，胡善祥则受封为皇太子妃。《明实录》所记册文曰：
朕祗紹鴻圖永惟國本茂建儲副所以重於継承.眷乃室家咸宜正於名位.今立嫡長子為皇太子.爾胡氏作配宮闈多歷年所內德.克勤婦道有称.今特授金冊.命爾為皇太子妃.爾益慎德儀.恊隆化本體樛木螽斯之美衍國家福慶之原.欽哉.

## 皇后、废后时期
丈夫朱瞻基即位，是为明宣宗，立胡善祥为皇后。胡善祥为人忠厚善良、天性贞一、举止庄重，无媚顺之态。宣宗年轻时颇爱玩乐，胡氏作为皇后，经常劝谏皇帝。《明史》记载：“车驾颇事游幸,亦间微行, 后 (胡善祥)往往规讽。” 皇后劝谏皇帝严守礼法的行为，引起了宣宗的反感，导致“上稍厌后”。宣宗只寵愛孫貴妃。
宣德三年（1428年）春，孫貴妃生下宣宗长子明英宗（一说收养了宣宗與宮女所生之子）。于是给了宣宗和孫貴妃藉口。宣宗即以胡皇后“无子多病”為由，命令胡皇后上表辞位，於是胡皇后退居长安宫修道，稱為静慈仙师，實質上等同於廢后。朝中大臣张辅、蹇义、夏原吉、杨士奇、杨荣等都为这件事争论不已，但宣宗仍執意廢后，並改立所寵的孫貴妃為皇后。宣宗生母張太后怜悯賢德的胡氏，常召胡善祥居住清宁宫。内廷朝宴的时候，也將胡氏的座席安排在孫皇后之上，而且一切生活規格仿照上皇后待遇。孫皇后为此怏怏不乐。宣宗临死，回顾當年废后之事，自解曰：“此朕少年事”。
正统七年十月，一向维护胡善祥的張太皇太后崩逝，胡氏痛哭不已。正统八年正月，胡善祥的女兒顺德公主薨。胡善祥同年亦仙逝，以嬪御之禮葬於金山。
胡氏无过被废的事，百姓皆知，都非常同情胡皇后。天顺六年，孫太后崩後，明英宗錢皇后為胡善祥請命復皇后位。英宗问大学士李贤，李贤说“以陵寝、享殿、神主俱宜如奉先殿式，庶称陛下明孝”。
天顺七年闰七月，英宗上尊谥曰恭讓誠順康穆静慈章皇后，修陵寝，不祔廟。

## 子女
- 顺德公主，嫁石璟，无子女。
- 永清公主，未婚早逝。

## 影视形象

### 電視劇
| 年份 | 劇名            | 演員   | 剧中称谓               |
| ---- | --------------- | ------ | ---------------------- |
| 2016 | 《女醫·明妃傳》 | 顾艳   | 静慈师太               |
| 2019 | 《大明風華》    | 邓家佳 | 孙蔓茵/胡善祥          |
| 2022 | 《尚食》        | 张楠   | 皇太孫妃-皇太子妃-皇后 |